# Salvatorianen

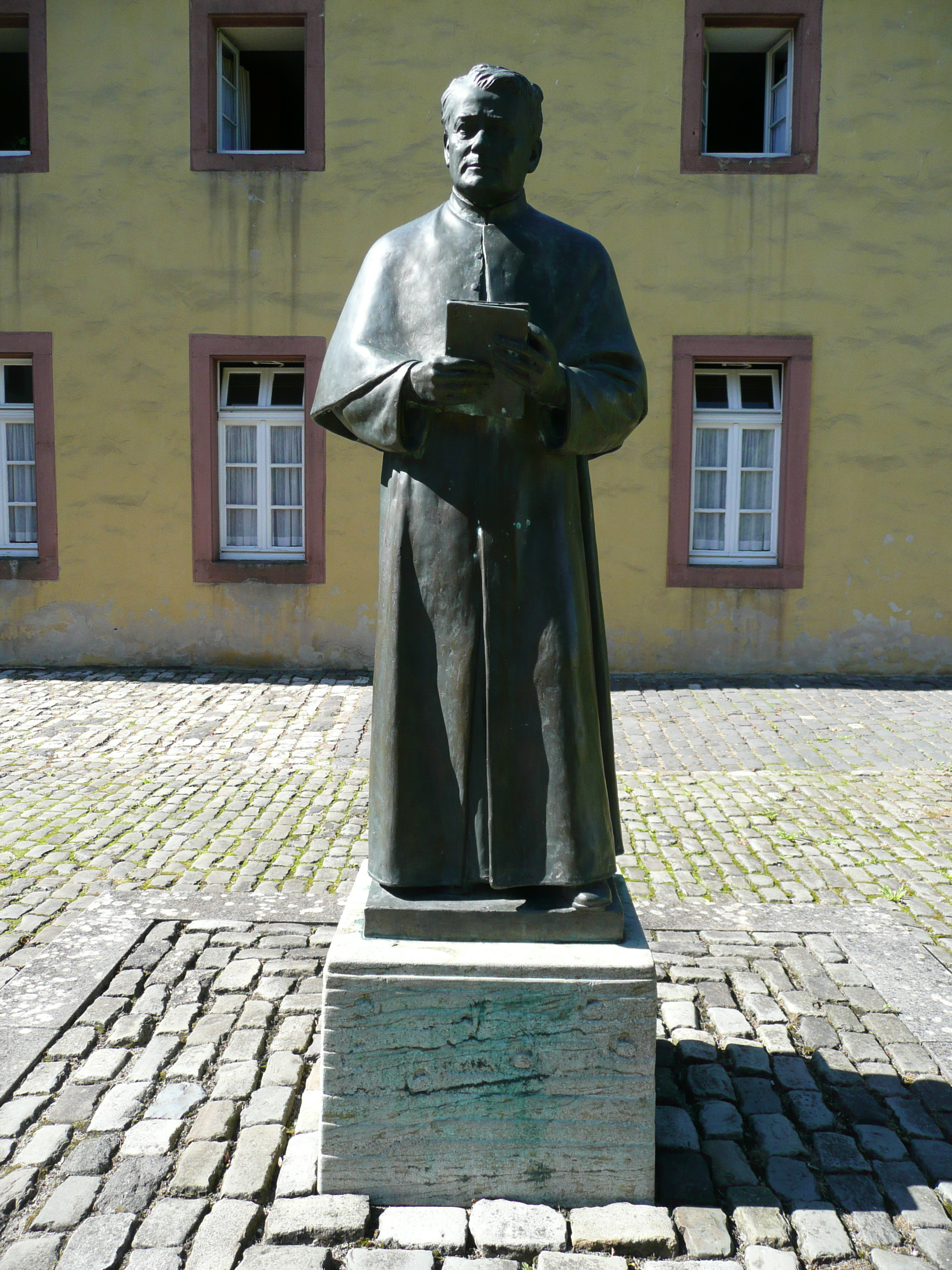
Beeld van Franciscus Maria van het Kruis voor het Klooster van Steinfeld

Salvatorianen zijn leden van de Societas Divini Salvatoris (afgekort SDS), vertaald als Sociëteit van de goddelijke Heiland. De Salvatorianen vormen een internationale religieuze congregatie van priesters en broeders binnen de Rooms-Katholieke Kerk, in 1881 gesticht te Rome door de Duitse priester Johann Baptist Jordan (Gurtweil, Baden, 16 juni 1848 - Tafers, Zwitserland, 8 september 1918), die de kloosternaam Franciscus Maria van het Kruis droeg.

## Geschiedenis

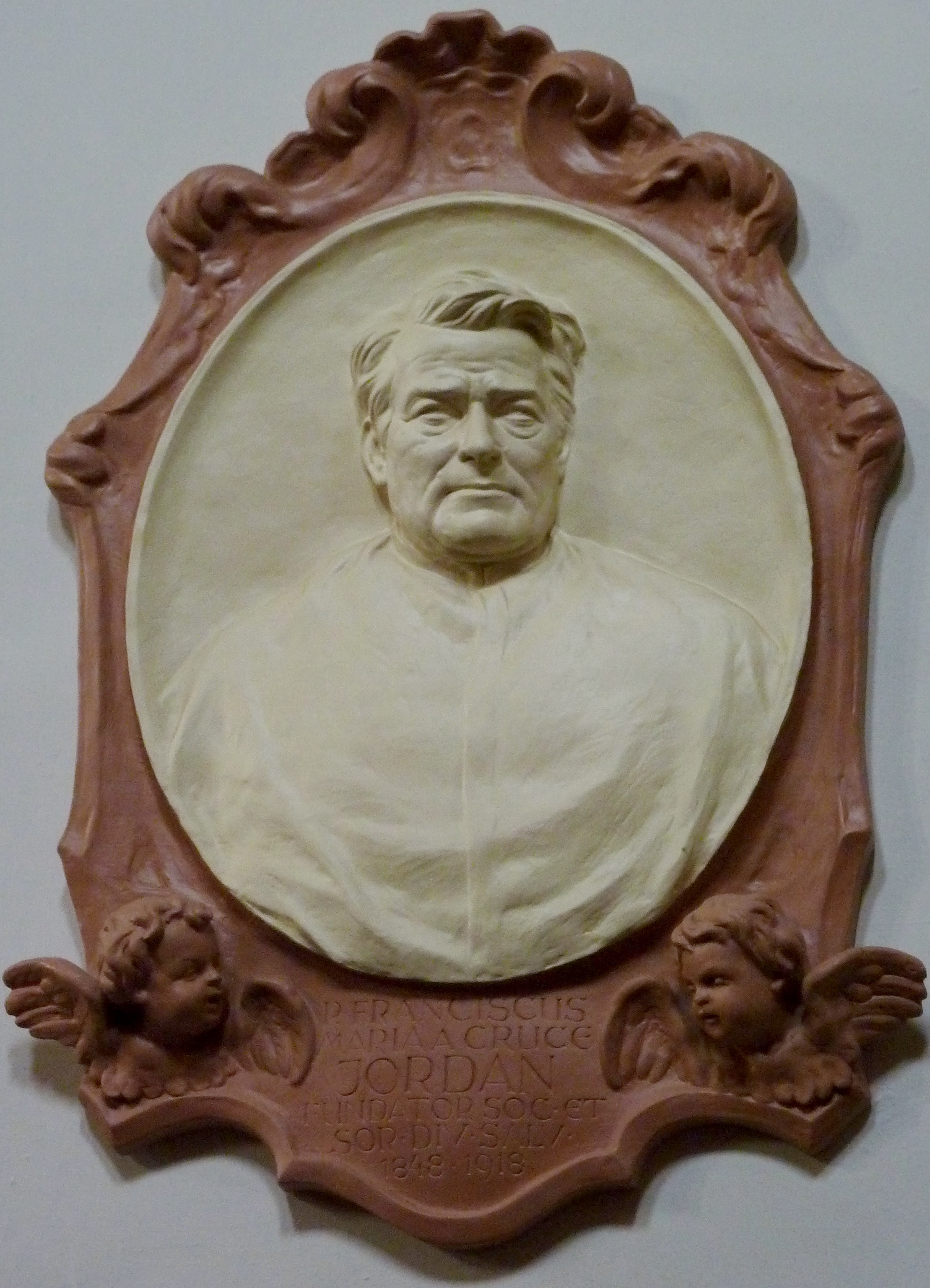
Reliëf van Pater Frans in Klooster Steinfeld

Op 8 december 1881 stichtte Pater Frans Jordan in Rome het Apostolisch Leergezelschap dat uit zou groeien tot het Societas Divini Salvatoris. Frans Jordan was opgegroeid in een arm gezin waarvan de vader vroeg overleden was, in het kleine dorpje Gurtweil dat nu een stadsdeel is van Waldshut-Tiengen in de deelstaat Baden-Württemberg. Hij begon zijn werkzame carrière als huisschilder en behanger. Eerst na zijn twintigste ging hij studeren en werd op zijn dertigste tot priester gewijd van het aartsbisdom Freiburg en voor verdere studie naar Rome gestuurd.
Zowel de secularisatie door Napoleon als de Kulturkampf in Duitsland, en de politieke strategie tegen de katholieken in het Pruisische rijk van de negentiende eeuw zijn de belangrijkste factoren die geleid hebben tot de oprichting van het Apostolische Leergezelschap. Het was niet de bedoeling van pater Frans Jordan om een congregatie te stichten. Vanuit zijn liefde voor God en de mensheid verzette hij zich tegen de gevolgen van de Kulturkampf en probeerde hij de mensen weer dichter bij Christus te brengen. Om dat te bereiken vormde hij met enkele andere priesters in Rome een leergezelschap dat in Rome een drukkerij vestigde en het maandblad De Missionaris uitgaf. Samen met drie priesters legde hij in de kapel van de heilige Brigida op 8 december 1881 een persoonlijke gelofte af als lid van het Apostolisch Leergezelschap. Deze datum wordt historisch beschouwd als de oprichting van de Societas Divini Salvatoris of de Salvatorianen.
De congregatie werd in 1911 definitief pauselijk goedgekeurd. De door pater Frans Jordan samen met de eerste algemeen overste Therèse von Wüllenweber (1833-1907), kloosternaam Maria van de Apostelen, in 1888 te Tivoli gestichte congregatie der Salvatorianessen werd in 1926 pauselijk goedgekeurd. 
De congregatie bestond uit drie orden. Tot de eerste orde behoorden mannen en vrouwen die de geloften van armoede, kuisheid en gehoorzaamheid aflegden. De tweede orde bestond uit personen die invloed op de kerk konden hebben, zoals kunstenaars, wetenschappers, intellectuelen en journalisten. De derde orde bestond uit leken die als goed christen leefden en het doel van de congregatie uitdroegen.

## Naam
De naam van de congregatie is afgeleid van de Latijnse naam van de congregatie: Societas Divini Salvatoris. De naam verwijst dus niet naar de stichter of een heilige, maar naar Jezus, de Heiland of "Salvator".

## Verspreiding
Begin 2016 waren er wereldwijd nog een kleine 1200 Salvatorianen, verspreid over 41 landen over de vijf continenten. De meest recente vestigingen zijn die van Vietnam (opgestart in 2014), Kenia (2015) en Peru (2016).

### Wereldwijd
In Europa zijn de Salvatorianen actief in Albanië, België, Duitsland, Engeland, Hongarije, Ierland, Italië, Montenegro, Oekraïne, Oostenrijk, Polen, Roemenië, Rusland, Slowakije, Spanje, Tsjechië, Wit-Rusland en Zwitserland.

In het continent Australië zijn ze actief in Australië.

In Azië heeft de congregatie kloosters in China, de Filipijnen, India, Sri Lanka, Taiwan en Vietnam.

In Afrika is de congregatie actief in Congo, de Comoren, Kameroen, Kenia, Mozambique en Tanzania.

In Amerika zijn de Salvatorianen ten slotte actief in Brazilië, Canada, Columbia, Ecuador, Guatemala, Mexico, Peru, Suriname, Venezuela en de Verenigde Staten.

### België
In België hebben zij huizen in Hamont-Achel en Scherpenheuvel. In België waren begin 2016 nog 36 Salvatorianen actief. Daarnaast waren nog enkele Belgische Salvatorianen actief in het buitenland: Duitsland, Zwitserland, Oostenrijk, Italië, Congo, Venezuela en Suriname.

#### Hamont
In Hamont-Achel vestigden de Salvatorianen zich reeds in 1900. Ze richtten zich meteen op onderwijs en beheerden er het Salvatorcollege.
De "Salvatoriaanse congregatie" in Hamont omvat drie organisaties. In 1963 werd de Salvatoriaanse Hulpactie vzw opgericht voor het inzamelen van kleding. Door de groei van het inzamlen van kleding werd in 1976 de Salvatoriaanse Ontwikkelingshulp vzw opgericht die zich uitsluitend bezig zou houden met het inzamelen. Vanaf die tijd hield de Salvatoriaanse Hulpactie zich uitsluitend bezig met fondsenwerving. In 1981 werd in Nederland (Eindhoven) de Stichting Salvatoriaanse Hulpactie opgericht die zich zowel met fondsenwerving als met kleding inzamelen bezighoudt.

#### Scherpenheuvel
In Scherpenheuvel zijn de Salvatorianen aanwezig sinds 1973. In 2003 werd in het centrum van Scherpenheuvel het onthaalcentrum De Pelgrim geopend door de Salvatorianen en Salvatorianessen. Het gebouw was sinds 1836 een school van de Ursulinen, tot de laatste zuster op pensioen ging.

#### Nederland
In Nederland is de congregatie behoudens de zusterorganisatie van de congregatie Hamont in Eindhoven niet aanwezig.

## Salvatorianessen
Tot de Salvatoriaanse familie behoren ook de zusters Salvatorianessen. Deze vrouwelijke congregatie werd op 8 december 1888 gesticht door Johann Baptist Jordan, samen met Maria van de Apostelen Wüllenweber.
De Salvatorianessen werden in België actief in 1905. Ze begonnen hun activiteiten in Overpelt-Fabriek en vanaf 1907 ook in Lommel-Fabriek. Ze deden er aan ziekenzorg in de arbeiderswijken, maar gaven vooral onderwijs aan meisjes. Anno 2016 hebben de Salvatorianessen in België nog gemeenschappen in Hasselt en Scherpenheuvel. In 2012 waren er in totaal nog een 20-tal Salvatorianessen actief in België. In Hasselt beheren ze het woonzorgcentrum Salvator. In 1926 richtten ze eveneens in Hasselt het Salvatorziekenhuis op. Na de fusie in 2010 ging dit ziekenhuis op in het Jessa Ziekenhuis. In Scherpenheuvel zijn ze sinds 1993 aanwezig.